# Aptostichus
Aptostichus là một chi nhện trong họ Euctenizidae.

## Các loài
Chi này gồm có các loài sau:
- Aptostichus angelinajolieae Bond, 2008
- Aptostichus atomarius Simon, 1891
- Aptostichus hesperus (Chamberlin, 1919)
- Aptostichus miwok Bond, 2008
- Aptostichus simus Chamberlin, 1917
- Aptostichus stanfordianus Smith, 1908
- Aptostichus stephencolberti Bond, 2008
- Aptostichus barackobamai Bond, 2012 đặt tên theo Barack Obama